# Русская молочная компания
Русская молочная компания (РУСМОЛКО) — российская агропромышленная компания, основной деятельностью которой является молочное животноводство и растениеводство. Полное наименование — Общество с ограниченной ответственностью «РУСМОЛКО». Компания расположена в городе Пензе.

## Собственники
Сингапурской компании Olam International принадлежит 100 % ООО УК «Русмолко» (по состоянию на июль 2019 года).

## Предприятия
- РАО «Троицкое»
- РАО «Наровчатское»
- ОАО «Мочалейское»
- РАО «Кондольское»
- ООО «Пригородное»
- ООО «Агрокомплекс»
- ООО «Мегаферма»
- ООО «Пачелмское хозяйство»

## Деятельность
ООО «Русская молочная компания», один из крупнейших производителей сырого молока на российском рынке , было создано в октябре 2007 года. Компания объединяет девять хозяйств в Башмаковском, Пачелмском, Пензенском, Кузнецком, Наровчатском, Нижнеломовском и Каменском районах Пензенской области и специализируется на молочном животноводстве и растениеводстве. 
 
15 мая 2009 г. ООО «Русская молочная компания» открыла новый молочно-товарный комплекс в селе Татарский Канадей Кузнецкого района Пензенской области, рассчитанный на 1200 голов дойного стада и производительностью 10 тыс. тонн молока европейского качества в год. 
21 сентября 2010 г. ООО «Русская молочная компания» открыла в Наровчатском районе крупнейший в Пензенской области животноводческий комплекс индустриального типа на 3600 голов дойного стада. Проектная мощность комплекса — около 85 тонн молока высшего качества в сутки или свыше 30 тысяч тонн в год .
30 января 2012 г. Olam International, один из мировых лидеров сельхозпроизводства , и ООО «Русская молочная компания», объявили о начале стратегического партнерства с целью развития молочного животноводства и растениеводства в Пензенской области. «Русская молочная компания» («Русмолко»), начала инвестировать в развитие средства, обещанные новым основным владельцем ($800 млн за шесть лет). Стартовый транш – $100 млн – предусматривает создание четырех товарных молкомплексов общей мощностью 18 тыс. дойных коров. Первый из них – на 46 тыс. т молока в год, который обойдется в 2,4 млрд руб., – с августа 2012 строится в Пензенской области на 45 га.
По итогам 2018 года «Русмолко» вошла в десятку крупнейших производителей сырого молока в России. Валовой надой на фермах компании составил 85 000 тонн. Поголовье скота превысило 21 500 голов, включая 8 150 коров дойного стада. Под управлением компании 156 235 га сельхозземель.